# 嘉義縣番路鄉民和國民小學
23°27′50″N 120°33′11″E / 23.463924°N 120.553009°E
嘉義縣番路鄉民和國民小學（簡稱民和國小）為臺灣嘉義縣番路鄉的國民小學，最初為1920年設立的公學校分校，是現今番路鄉最早設立的學校。

## 介紹
民和國小最初為在1920年3月31日經許可設立的「中埔公學校（今中埔國小）菜公店分校」，在同年4月24日獨立為「菜公店公學校」。1925年10月27日，改稱「番路公學校」。1941年4月1日，改制為「番路國民學校」，當時地址為臺南州嘉義郡番路庄下坑65番地。1944年4月，設立「番路公學校公田分教場」（後來的公田國小）。
二戰後，於1946年4月設立「公田分校」。1947年4月，學校改稱「民和國民學校」，並在同年設立「大湖分校」（今大湖國小）。1949年9月，設立「觸口分校」（今黎明國小）。1950年9月設立「內甕分教室」（今內甕國小）。1968年8月，因九年國民教育實施而改名為「民和國民小學」。

## 文化資產
民和國小校門東側有一處1941年興建的日式宿舍，為當時的校長宿舍。此建物於2011年至2017年間曾遭違法佔用，校方在將其收回後，向嘉義縣政府申請登錄為嘉義縣歷史建築。其仍保留日式宿舍的形式、格局及竿緣天花、軸組等檜木構件，也是番路地方僅存的日式木造宿舍。